# Синхронне плавання на Чемпіонаті світу з водних видів спорту 1978
Змагання з синхронного плавання на Чемпіонаті світу з водних видів спорту 1978 відбулися в Західному Берліні.

## Таблиця медалей
| Місце              | Країна             | Золото | Срібло | Бронза | Загалом |
| ------------------ | ------------------ | ------ | ------ | ------ | ------- |
| 1                  | Канада (CAN)       | 2      | 0      | 1      | 3       |
| 2                  | США (USA)          | 1      | 1      | 1      | 3       |
| 3                  | Японія (JPN)       | 0      | 2      | 1      | 3       |
| Загалом (3 збірні) | Загалом (3 збірні) | 3      | 3      | 3      | 9       |

## Медальний залік
| Дисципліна | Золото                                              | Срібло                                               | Бронза                                     |
| Соло       | Гелен Вандербурґ (CAN) 187.849                      | Пем Трайон (USA) 181.499                             | Ясуко Унедзакі (JPN) 179.650               |
| Дует       | Мішель Калкінс (CAN) Гелен Вандербурґ (CAN) 183.300 | Масако Фудзівара (JPN) Ясуко Фудзівара (JPN) 181.842 | Мішел Барон (USA) Пем Трайон (USA) 180.758 |
| Група      | США (USA) 182.300                                   | Японія (JPN) 181.533                                 | Канада (CAN) 177.919                       |